# Knölig sotdyna
Knölig sotdyna (Camarops microspora) är en svampart som först beskrevs av Petter Adolf Karsten, och fick sitt nu gällande namn av Cornelius Lott Shear 1938. Knölig sotdyna ingår i släktet Camarops och familjen Boliniaceae.  Arten är reproducerande i Sverige. Inga underarter finns listade i Catalogue of Life.